# Congregazione della sanità
La Congregazione della sanità o Congregazione di sanità era un organismo della Curia romana, oggi soppresso.

## Istituzione
Papa Urbano VIII (1623-1644) creò questo dicastero con il breve Paternæ ac precipuæ il 27 novembre 1630.

## Funzioni
Tale istituto veniva attivato ogni volta che nello Stato Ecclesiastico si doveva arginare un'epidemia di malattie infettive gravi.

## Storia
Costituita da prelati e presieduta da un cardinale, il prefetto della sanità, si sostituiva in parte alla sacra consulta, nelle decisioni atte a prevenire od a limitare il contagio.
Urbano VIII designò il nipote, cardinale Francesco Barberini, prefetto "sopra la sanità" che doveva nominare commissari apostolici per far ispezionare, con pattugliamento armato, tutto il confine marittimo e terrestre dello Stato Ecclesiastico (cordone sanitario) e per emanare provvedimenti legislativi. All'epoca stava ancora mietendo vittime la peste di Milano del 1629, di manzoniana memoria.
La Congregazione di sanità riapparve nel 1656 (peste di Roma), nel 1691 (peste di Napoli) e nel 1743 (peste di Messina) come dimostrano i carteggi e le mappe realizzate in queste circostanze, tuttora conservate negli Archivi di Stato e nell'Archivio segreto vaticano.

## Dissoluzione
Tale dicastero fu riformulato da papa Gregorio XVI (1831-1846) che creò la Congregazione speciale di sanità durante una devastante epidemia di colera.